# Miikka Anttila
Miikka Anttila (10 de septiembre de 1972) es un copiloto de rallyes finlandés, actualmente forma equipo con Jari-Matti Latvala en el equipo Toyota Gazoo Racing WRT. Anttila también corrió anteriormente con conductores como Mikko Hirvonen, Janne Tuohino y Kosti Katajamäki.

## Carrera
Habiendo debutado en el Campeonato de Rally Mundial en 1999, Anttila empezó como copiloto de Latvala en el 2003 Rallye Deutschland y consiguió su primera victoria en el Rally sueco de 2008. Tan comprometido está Anttila con su trabajo que se perdió el nacimiento de su segundo hijo para disputar el Rally de España de 2011.
Se unió a Volkswagen Motorsport tras su creación como equipo del fabricante en 2013.
En 2017, Anttila empezó a correr para el equipo Toyota.
Su salida en La vuelta a Córcega de 2018, Anttila fue la 197 de su carrera en el  WRC, lo que le hizo el competidor más experimentado en la historia del deporte. El registro anterior estaba en posesión del dos veces campeón del mundo Carlos Sainz con 196 salidas. Se convirtió pues en el primer competidor en participar en 200 rallyes WRC en el Rally de Italia de 2018.
Hasta 2019 Anttila estuvo emparejado con Jari-Matti Latvala corriendo para Toyota.
En 2020,  se convirtió en el copiloto de Eerik Pietarinen.

## Victorias de rally

### Victorias WRC
| N.º | Carrera                | Año  | Piloto             | Coche                 |
| --- | ---------------------- | ---- | ------------------ | --------------------- |
| 1   | Rally de Suecia        | 2008 | Jari-Matti Latvala | Ford Focus RS WRC     |
| 2   | Rally de Cerdeña       | 2009 | Jari-Matti Latvala | Ford Focus RS WRC 09  |
| 3   | Rally de Nueva Zelanda | 2010 | Jari-Matti Latvala | Ford Focus RS WRC 09  |
| 4   | Rally de Finlandia     | 2010 | Jari-Matti Latvala | Ford Focus RS WRC 09  |
| 5   | Rally de Gran Bretaña  | 2011 | Jari-Matti Latvala | Ford Fiesta RS WRC    |
| 6   | Rally de Suecia        | 2012 | Jari-Matti Latvala | Ford Fiesta RS WRC    |
| 7   | Rally de Gran Bretaña  | 2012 | Jari-Matti Latvala | Ford Fiesta RS WRC    |
| 8   | Rally Acrópolis        | 2013 | Jari-Matti Latvala | Volkswagen Polo R WRC |
| 9   | Rally de Suecia        | 2014 | Jari-Matti Latvala | Volkswagen Polo R WRC |
| 10  | Rally de Argentina     | 2014 | Jari-Matti Latvala | Volkswagen Polo R WRC |
| 11  | Rally de Finlandia     | 2014 | Jari-Matti Latvala | Volkswagen Polo R WRC |
| 12  | Rally de Francia       | 2014 | Jari-Matti Latvala | Volkswagen Polo R WRC |
| 13  | Rally de Portugal      | 2015 | Jari-Matti Latvala | Volkswagen Polo R WRC |
| 14  | Rally de Finlandia     | 2015 | Jari-Matti Latvala | Volkswagen Polo R WRC |
| 15  | Rally de Córcega       | 2015 | Jari-Matti Latvala | Volkswagen Polo R WRC |
| 16  | Rally de México        | 2016 | Jari-Matti Latvala | Volkswagen Polo R WRC |
| 17  | Rally de Suecia        | 2017 | Jari-Matti Latvala | Toyota Yaris WRC      |
| 18  | Rally de Australia     | 2018 | Jari-Matti Latvala | Toyota Yaris WRC      |

## Resultados de los rallyes

### Resultados en el WRC
| Año  | Participante                       | Coche                      | 1       | 2       | 3       | 4       | 5       | 6       | 7       | 8       | 9       | 10      | 11      | 12      | 13      | 14      | 15     | 16      | WDC | Puntos |
| ---- | ---------------------------------- | -------------------------- | ------- | ------- | ------- | ------- | ------- | ------- | ------- | ------- | ------- | ------- | ------- | ------- | ------- | ------- | ------ | ------- | --- | ------ |
| 1999 | LPM Human Heat                     | Ford Escort WRC            | MON     | SUE     | KEN     | POR     | ESP     | FRA     | ARG     | GRC     | NZL     | FIN 8   | CHN     | ITA     |         | GBR Ret |        |         | NC  | 0      |
| 1999 | Janne Tuohino                      | Volkswagen Polo 16v        |         |         |         |         |         |         |         |         |         |         |         |         | AUS Ret |         |        |         | NC  | 0      |
| 2000 | Janne Tuohino                      | Toyota Corolla WRC         | MON     | SUE 15  | KEN     | POR Ret | ESP     | ARG     | GRC     | NZL     | FIN Ret | CYP     | FRA     | ITA     | AUS     | GBR     |        |         | NC  | 0      |
| 2001 | Jani Pirttinen                     | Volkswagen Polo IV Kit Car | MON     | SWE     | POR     | ESP     | ARG     | CYP     | GRE     | KEN     | FIN 24  | NZL     | ITA     | FRA     | AUS     | GBR     |        |         | NC  | 0      |
| 2002 | Mikko Hirvonen                     | Renault Clio S1600         | MON     | SWE     | FRA     | ESP     | CYP     | ARG     | GRC     | KEN     | FIN 21  | GER     | ITA Ret | NZL     | AUS     | GBR     |        |         | NC  | 0      |
| 2003 | Kosti Katajamäki                   | Volkswagen Polo S1600      | MON EX  | SWE     | TUR 15  | NZL     | ARG     | GRE Ret | CYP     |         |         |         |         |         |         |         |        |         | NC  | 0      |
| 2003 | Ford Motor Company                 | Ford Focus RS WRC 02       |         |         |         |         |         |         |         | GER 17  | FIN 14  | AUS     | ITA     | FRA     | ESP     | GBR 10  |        |         | NC  | 0      |
| 2004 | Jari-Matti Latvala                 | Ford Puma S1600            | MON Ret |         |         |         |         |         |         |         |         |         |         |         |         |         |        |         | NC  | 0      |
| 2004 | Jari-Matti Latvala                 | Subaru Impreza WRX STI     |         | SUE Ret | MEX     | NZL     | CYP     |         |         |         |         | GER 27  | JPN     |         |         | FRA 21  |        |         | NC  | 0      |
| 2004 | Jari-Matti Latvala                 | Ford Fiesta S1600          |         |         |         |         |         | GRE Ret | TUR Ret | ARG     |         |         |         |         |         |         |        |         | NC  | 0      |
| 2004 | Jari-Matti Latvala                 | Suzuki Ignis S1600         |         |         |         |         |         |         |         |         | FIN Ret |         |         | GBR 23  | ITA Ret |         | ESP 29 |         | NC  | 0      |
| 2004 | Jari-Matti Latvala                 | Mitsubishi Lancer Evo VIII |         |         |         |         |         |         |         |         |         |         |         |         |         |         |        | AUS Ret | NC  | 0      |
| 2005 | Jari-Matti Latvala                 | Toyota Corolla WRC         | MON     | SUE 16  | MEX     |         |         |         |         |         |         | FIN Ret |         |         |         |         |        |         | NC  | 0      |
| 2005 | Jari-Matti Latvala                 | Subaru Impreza WRX STI     |         |         |         | NZL Ret | ITA 16  |         | TUR     | GRE     | ARG Ret |         | GER 21  |         |         | FRA 16  | ESP 19 | AUS     | NC  | 0      |
| 2005 | Jari-Matti Latvala                 | Ford Focus RS WRC          |         |         |         |         |         |         |         |         |         |         |         | GBR Ret | JPN     |         |        |         | NC  | 0      |
| 2005 | Syms Rally Team                    | Subaru Impreza WRX STI     |         |         |         |         |         | CYP 15  |         |         |         |         |         |         |         |         |        |         | NC  | 0      |
| 2006 | Jari-Matti Latvala                 | Subaru Impreza WRX STI     | MON 41  | SUE     | MEX 25  |         |         |         |         | GRE 22  |         |         | JPN 69  |         | TUR     | AUS 6   | NZL 8  |         | 13º | 9      |
| 2006 | Jari-Matti Latvala                 | Toyota Corolla WRC         |         |         |         |         |         |         |         |         |         | FIN 17  |         |         |         |         |        |         | 13º | 9      |
| 2006 | Stobart VK Ford Rally Team         | Ford Focus RS WRC 04       |         |         |         | ESP 16  | FRA Ret | ARG     | ITA     |         | GER 34  |         |         |         |         |         |        |         | 13º | 9      |
| 2006 | Stobart VK Ford Rally Team         | Ford Focus RS WRC 06       |         |         |         |         |         |         |         |         |         |         |         |         |         |         |        | GBR 4   | 13º | 9      |
| 2006 | Syms Rally Team                    | Subaru Impreza WRX STI     |         |         |         |         |         |         |         |         |         |         |         | CYP 12  |         |         |        |         | 13º | 9      |
| 2007 | Stobart VK M-Sport Ford Rally Team | Ford Focus RS WRC 06       | MON Ret | SUE Ret | NOR 5   | MEX 7   | POR 8   | ARG 4   | ITA 9   | GRE 12  | FIN Ret | GER 8   | NZL 5   | ESP 7   | FRA 4   | JPN 25  | IRE 3  | GBR 10  | 8º  | 30     |
| 2008 | BP Ford Abu Dhabi World Rally Team | Ford Focus RS WRC 07       | MON 12  | SUE 1   | MEX 3   | ARG 15  | JOR 7   | ITA 3   | GRE 7   | TUR 2   | FIN 38  |         |         |         |         |         |        |         | 4º  | 58     |
| 2008 | BP Ford Abu Dhabi World Rally Team | Ford Focus RS WRC 08       |         |         |         |         |         |         |         |         |         | GER 9   | NZL Ret |         |         | JPN 2   | GBR 2  |         | 4º  | 58     |
| 2008 | Stobart VK M-Sport Ford Rally Team | Ford Focus RS WRC 07       |         |         |         |         |         |         |         |         |         |         |         | ESP 6   | FRA 4   |         |        |         | 4º  | 58     |
| 2009 | BP Ford Abu Dhabi World Rally Team | Ford Focus RS WRC 08       | IRL 14  | NOR 3   | CYP 12  | POR Ret | ARG 6   |         |         |         |         |         |         |         |         |         |        |         | 4º  | 41     |
| 2009 | BP Ford Abu Dhabi World Rally Team | Ford Focus RS WRC 09       |         |         |         |         |         | ITA 1   | GRE 3   | POL Ret | FIN 3   | AUS 4   | ESP 6   | GBR 7   |         |         |        |         | 4º  | 41     |
| 2010 | BP Ford Abu Dhabi World Rally Team | Ford Focus RS WRC 09       | SUE 3   | MEX 5   | JOR 2   | TUR 8   | NZL 1   | POR Ret | BUL 6   | FIN 1   | GER 4   | JPN 3   | FRA 4   | ESP 4   | GBR 3   |         |        |         | 2º  | 171    |
| 2011 | Ford Abu Dhabi World Rally Team    | Ford Fiesta RS WRC         | SUE 3   | MEX 3   | POR 3   | JOR 2   | ITA 18  | ARG 7   | GRE 9   | FIN 2   | GER 14  | AUS 2   | FRA 4   | ESP 3   | GBR 1   |         |        |         | 4º  | 172    |
| 2012 | Ford World Rally Team              | Ford Fiesta RS WRC         | MON Ret | SUE 1   | MEX Ret | POR 13  | ARG     | GRE 3   | NZL 7   | FIN 3   | GER 2   | GBR 1   | FRA 2   | ITA 12  | ESP 2   |         |        |         | 3º  | 154    |
| 2013 | Volkswagen Motorsport              | Volkswagen Polo R WRC      | MON Ret | SUE 4   | MEX 16  | POR 3   | ARG 3   | GRE 1   | ITA 3   | FIN 17  | GER 7   | AUS 4   | FRA 3   | ESP 2   | GBR 2   |         |        |         | 3º  | 162    |
| 2014 | Volkswagen Motorsport              | Volkswagen Polo R WRC      | MON 5   | SUE 1   | MEX 2   | POR 14  | ARG 1   | ITA 3   | POL 5   | FIN 1   | GER Ret | AUS 2   | FRA 1   | ESP 2   | GBR 8   |         |        |         | 2º  | 218    |
| 2015 | Volkswagen Motorsport              | Volkswagen Polo R WRC      | MON 2   | SUE Ret | MEX 15  | ARG Ret | POR 1   | ITA 6   | POL 5   | FIN 1   | GER 2   | AUS 2   | FRA 1   | ESP 2   | GBR 50  |         |        |         | 2º  | 183    |
| 2016 | Volkswagen Motorsport              | Volkswagen Polo R WRC      | MON Ret | SUE 26  | MEX 1   | ARG 16  | POR 6   | ITA 2   | POL 5   | FIN 2   | GER 48  | CHN C   | FRA 4   | ESP 14  | GBR 7   | AUS 9   |        |         | 6º  | 112    |
| 2017 | Toyota Gazoo Racing WRT            | Toyota Yaris WRC           | MON 2   | SUE 1   | MEX 6   | FRA 4   | ARG 5   | POR 9   | ITA 2   | POL 20  | FIN 21  | GER 7   | ESP Ret | GBR 5   | AUS Ret |         |        |         | 4º  | 136    |
| 2018 | Toyota Gazoo Racing WRT            | Toyota Yaris WRC           | MON 3   | SUE 7   | MEX 8   | FRA Ret | ARG Ret | POR 24  | ITA 7   | FIN 3   | GER Ret | TUR 2   | GBR 2   | ESP 8   | AUS 1   |         |        |         | 4º  | 128    |
| 2019 | Toyota Gazoo Racing WRT            | Toyota Yaris WRC           | MON 5   | SUE 21  | MEX 8   | FRA 10  | ARG 5   | CHL 11  | POR 7   | ITA 19  | FIN 3   | GER 3   | TUR 6   | GBR Ret | ESP 5   | AUS C   |        |         | 7º  | 94     |
| 2020 | Eerik Pietarinen                   | Škoda Fabia R5 Evo         | MON     | SUE 16  | MEX     | EST     | TUR     | ITA     | MNZ     |         |         |         |         |         |         |         |        |         | NC  | 0      |